# Соломатин, Михаил Дмитриевич
Михаил Дмитриевич Соломатин (23 ноября (5 декабря) 1894 — 22 ноября 1986) — советский военачальник, генерал-полковник танковых войск (26.10.44).

## Ранние годы
Родился 5 декабря 1894 года в Кыштыме Пермской губернии. Будучи сыном рабочего, сам с молодости работал слесарем на работал на Карабашском медеплавильном заводе.
С декабря 1914 года — в Русской императорской армии. Служил в 126-м пехотном запасном полку в Екатеринбурге, окончил в этом полку учебную команду в 1915 году и был назначен отделённым командиром. Участвовал в Первой мировой войне с июля 1917 года на Юго-Западном фронте, будучи взводным унтер-офицером в 711-м пехотном полку 78-й пехотной дивизии, на фронте произведён в фельдфебели. Участвовал и в революционных событиях 1917 году, в том же полку избирался членом ротного и батальонного комитетов солдатских депутатов. В декабре 1917 года был демобилизован.
По прибытии на родину вновь работал на Карабашском медеплавильном заводе, одновременно вступил в Красную Гвардию и был избран начальником красногвардейского отряда на заводе.

## На службе в Красной Армии
Сразу же оказался в гуще событий гражданской войны, которая на Среднем и Южном Урале отличалась ожесточением и активностью. Сначала воевал в красногвардейских частях. В феврале — марте 1918 в сводном красногвардейском отряде участвовал в боях в районе Троицка и Миасса при подавлении восстания Оренбургского казачьего войска под руководством атамана А. И. Дутова, которое не признало Октябрьской революции. В мае 1918 года его отряд был брошен на подавление восстания Чехословацкого корпуса, сражался в районе Каслинского завода и Екатеринбурга. В июне 1918 года отряд был включён в 2-й горный советский полк, в котором М. Д. Соломатин был командиром роты и батальона, участвовал в прорыве из кольца окружения под Верх-Нейвинским. В сентябре — октябре 1918 года воевал в партизанском отряде «Войско Богдана» на Красноуфимском направлении, где командовал эскадроном.
С 5 октября 1918 года — официально был зачислен в Красную Армию. С октября 1918 — командир роты полка имени Малышева, с января 1919 — помощник начальника гарнизона города Глазов Вятской губернии. С февраля 1919 года был заведующим хозяйством запасного батальона 30-й стрелковой дивизии и далее войну прошёл в этой дивизии. С мая 1919 — помощник командира 266-го стрелкового полка 30-й стрелковой дивизии, в котором воевал против армий адмирала А. В. Колчака, участвовал в Пермской, Петропавловской, Омской, Новониколаевской и Красноярской операциях. Прошёл с боями от Перми до Иркутска. В первой половине 1920 года дивизия была переброшена на Южный фронт, где воевал против войск генерала П. Н. Врангеля. С 10 июня 1920 был помощником командира 262-го стрелкового полка, с августа 1920 командовал 263-м стрелковым полком, с ноября 1920 года — помощник командира 264-го стрелкового полка. Сражался в Перекопско-Чонгарской операции, а затем воевал против отрядов Нестора Махно. За подвиги в гражданской войне был награждён орденом Красного Знамени. В боях гражданской войны был дважды ранен.

## Межвоенное время
В 1922 году экстерном окончил Харьковскую повторную школу усовершенствования комсостава. С августа 1922 — помощник командира 89-го Чонгарского стрелкового полка по строевой части, а с октября 1924 года по октябрь 1926 года — командир 238-го стрелкового полка 80-й стрелковой дивизии в Украинском военном округе.
В 1929 году окончил Стрелково-тактические курсы усовершенствования комсостава РККА имени III Коминтерна. Оставлен на этих курсах на должности начальника курсов среднего комсостава. С мая 1932 года был начальником курсов мотомеханизированных войск Московского военного округа. С января 1933 года — начальник автобронетанковых войск Приморской группы Особой Краснознамённой Дальневосточной армии. С февраля 1937 года — командир-комиссар 59-й стрелковой дивизии в ОКДВА. С июля 1937 года — вновь командовал автобронетанковыми войсками Приморской группы ОКДВА.
В июне 1938 года был снят с должности и направлен в распоряжении Командного управления РККА, а уже приказом НКО Союза ССР от 11 июля 1938 года уволен из РККА. В октябре того же года по ложному обвинению был арестован. Находился в тюрьме по следствием. 25 апреля 1939 года был освобожден в связи с прекращением дела и 15 мая 1939 года восстановлен в кадрах РККА с зачислением в распоряжение Управления по командно-начальствующему составу РККА. Однако ещё почти полгода оставался без нового назначения.
В октябре 1939 года был назначен помощником командира по строевой части 25-го механизированного корпуса в Киевском Особом военном округе. С 4 июня 1940 года по март 1941 года — командир 15-й моторизованной дивизии 2-го механизированного корпуса в Одесском военном округе. С марта 1941 года — командир 45-й танковой дивизии 24-го механизированного корпуса Киевского Особого военного округа.

## Великая Отечественная война
Начало войны встретил во главе этой дивизии. Участвовал в Львовско-Черновицкой и Киевской оборонительных операциях. Вёл бои под Каменец-Подольским и Винницей, его дивизия успешно прикрывала отход за реку Южный Буг войск 12-й и 6-й армий. В Уманьской катастрофе попал с остатками дивизии (танков в ней к тому времени практически не осталось, большинство личного состава воевали как пехота) в окружение. Стал одним из немногих, кому удалось вырваться оттуда — вывел с боями в конце августа отряд около 300 красноармейцев. Однако на следующий день немцы начали наступление на этом участке фронта и Соломатин вновь оказался в окружении, только теперь уже один и без оружия. Перешёл линию фронта без документов и в гражданской одежде. Затем около трёх месяцев проходил проверку.
С ноября 1941 года — командир 145-й танковой бригады на Западном фронте, участвовал в обороне Москвы, но совсем недолго — в бою 19 ноября был тяжело ранен. С декабря 1941 года — начальник Горьковского автобронетанкового центра. С 19 апреля по 8 сентября 1942 года — командир 8-го танкового корпуса на Западном фронте. Участвовал в первой Ржевско-Сычёвской наступательной операции.
С сентября 1942 по февраль 1944 года — командир 1-го Красноградского механизированного корпуса. Во главе корпуса участвовал в операции «Марс», в ходе которой корпус сначала прорвал немецкую обороны и пробился далеко в немецкий тыл, но там был окружён и отрезан. 15 суток вёл бой в условиях полного окружения, а затем по приказу командования ударом с тыла пробился к своим. Однако потери корпуса были велики, составили 8 180 человек. После пополнения личным составом корпус был передан в Степной военный округ и готовился там к летним боям под Курском. В составе Степного и 2-го Украинского фронтов успешно наступал летом и осенью 1943 года, отличившись в Белгородско-Харьковской и Полтавско-Кременчугской наступательных операциях.
С февраля по август 1944 года — заместитель командующего бронетанковыми и механизированными войсками РККА. C 8 по 18 августа 1944 года — временно исполняющий должность командующего 5-й гвардейской танковой армией на 3-м Белорусском фронте. С августа 1944 года по ноябрь 1945 года — начальник штаба Управления командующего бронетанковыми и механизированными войсками РККА — заместитель командующего бронетанковыми и механизированными войсками. Одновременно с марта 1945 года — заместитель по БТиМВ Главнокомандующего войсками на Дальнем Востоке.
За боевые отличия во время советско-японской войны Соломатин был упомянут в благодарственном приказе Верховного Главнокомандующего.

## Послевоенная служба
После войны, с ноября 1945 до апреля 1946 года — командующий 5-й гвардейской механизированной армией Белорусского военного округа. С апреля 1946 года — начальник штаба бронетанковых и механизированных войск РККА. С февраля 1950 годы состоял в распоряжении Министра Вооружённых сил СССР, затем в июле того же года направлен на учёбу и в 1955 году окончил Высшие академические курсы при Военной академии имени К. Е. Ворошилова. С января 1955 года — начальник кафедры тактики высших соединений Военной академии имени Фрунзе, с ноября 1955 — начальник кафедры оперативно-тактической подготовки, а с декабря 1956 года одновременно и помощник начальника академии по оперативно-тактической подготовке. В марте 1959 года по болезни уволен в запас.
В запасе в 1960—1977 годах работал председателем научно-методического совета по пропаганде военных знаний в Всесоюзного общества «Знание» и член президиума правления этого общества.
Умер 22 октября 1986 года в Москве.

## Память
- На могиле установлен надгробный памятник.
- Имя воина увековечено в Главном Храме Вооружённых сил России, и навсегда запечатлено на мемориале «Дорога памяти»[3]
- В 1988 году его именем названа улица в городе Карабаш.
- В городе Карабаш установлена мемориальная доска.

## Воинские звания
- Комбриг (28.11.1935)
- Генерал-майор танковых войск (12.08.1941)
- Генерал-лейтенант танковых войск (7.02.1943)
- Генерал-полковник танковых войск (26.10.1944)

## Награды
- Орден Ленина (21.02.1945[4])
- Орден Октябрьской революции
- Четыре ордена Красного Знамени (1922, 27.03.1942[5], 03.11.1944[4], 1948[4])
- Орден Кутузова 1-й степени (08.09.1945)
- Орден Суворова 2-й степени (20.12.1943)
- Орден Кутузова 2-й степени (8.02.1943)
- Орден Богдана Хмельницкого 2 степени (29.07.1944)
- орден Отечественной войны I степени (11.03.1985)
- Медали в том числе:
  - «XX лет Рабоче-Крестьянской Красной Армии» (1938)
  - «За оборону Москвы» (1944)
  - «За Победу над Германией в Великой Отечественной войне 1941—1945 гг.» (1945)
  - «За победу над Японией» (1945)
  - «За взятие Кенигсберга» (1945)
  - «Ветеран Вооружённых Сил СССР» (1976)

иностранные награды
- Орден Красного Знамени (Монголия)
- Медаль «За Победу над Японией» (МНР)
- Медаль «30 лет Победы над милитаристской Японией» (МНР)

## Сочинения
- Красноградцы. — М.: Воениздат, 1963.
- История 1-го механизированного корпуса[6]